# Association criminelle (série télévisée)
Association criminelle ou Le Complot au Québec est une série télévisée irlandaise diffusée en France sur France 3 à partir du 18 février 2024.

## Synopsis
La série est dérivée de la mini-série Enquête à haut risque.

## Distribution
- Angeline Ball (VQ : Michèle Lituac) : Lieutenant Emer Berry
- Wouter Hendrickx (VQ : Louis-Philippe Dandenault) : Christian De Jong
- Peter Coonan (VQ : Patrick Chouinard) : Fionn Brannigan
- Charlie Carrick (VQ : Adrien Bletton) : James Melnick
- Cathy Belton (VQ : Geneviève Désilets) : Norah Dillon
- Aaron Monaghan (VQ : Maël Davan-Soulas) : Sean Prendergast
- Sophie Jo Wasson (VQ : Marie-Ève Sansfaçon) : Siobhan Brannigan
- Kwaku Fortune (VQ : Christian Perrault) : Josh Ola
- Gilles De Schrijver (VQ : Nicholas Savard L'Herbier) : Vince Thijs
- Jane Brennan (VQ : Isabelle Miquelon) : Eileen Gately
- Simone Kirby (VQ : Manon Arsenault) : Bibi Melnick
- Michael Ironside (VQ : Benoît Rousseau) : Richard Melnick

 Source : version québécoise (VQ) sur Doublage.qc.ca

## Audience

### En France
En France, la série est diffusée les dimanches à 21 h 10 sur France 3 par salves de deux épisodes du 18 février au 3 mars 2024.

#### Saison 1
| Épisode | Diffusion                | Diffusion     | Audience moyenne          | Audience moyenne                       | Audience moyenne         | Audience moyenne | Réf.  |
| Épisode | Jour                     | Horaire       | Nombre de téléspectateurs | Part de marché (sur les 4 ans et plus) | Part de marché (FRDA-50) | Classement       | Réf.  |
| ------- | ------------------------ | ------------- | ------------------------- | -------------------------------------- | ------------------------ | ---------------- | ----- |
| 1       | Dimanche 18 février 2024 | 21:10 - 22:00 | 2 650 000                 | 13,5 %                                 | 1,7 %                    | 2e               | [ 3 ] |
| 2       | Dimanche 18 février 2024 | 22:00 - 22:50 | 2 300 000                 | 13,4 %                                 | 1,7 %                    | 2e               | [ 3 ] |
| 3       | Dimanche 25 février 2024 | 21:10 - 22:00 | 1 920 000                 | 9,3 %                                  | 0,7 %                    | 3e               | [ 4 ] |
| 4       | Dimanche 25 février 2024 | 22:00 - 22:50 | 1 790 000                 | 9,9 %                                  | 0,7 %                    | 3e               | [ 4 ] |
| 5       | Dimanche 3 mars 2024     | 21:10 - 22:00 |                           |                                        |                          |                  |       |
| 6       | Dimanche 3 mars 2024     | 22:00 - 22:50 |                           |                                        |                          |                  |       |

- Les plus hauts chiffres d'audience
- Les plus bas chiffres d'audience